# 馮端 (光緒進士)
馮端（1847年—？），字子莊，号石溪，广州驻防漢軍正白旗人，清朝政治人物、進士出身。
同治丁卯举人，光緒十五年（1889年），参加光緒己丑科殿試，登進士二甲109名。同年五月，改翰林院庶吉士。光緒十八年五月，散館，著以知县即用。